# بوابة الكويت
بوابة الكويت هي ناطحة سحاب قيد الإنشاء في مدينة الكويت، ومن المقرر بناء 84 طابقاً، على طول 320 متر (1050 قدم) لاستخدامها كفندق خمس نجوم ومكاتب وموقف سيارات متعدد الطوابق ومركزاً للمؤتمرات.